# Biographia Literaria
Biographia Literaria (Irodalmi életrajz) Samuel Taylor Coleridge önéletrajzi műve, melyet 1817-ben adott ki.   

## Felépítése
A hosszú mű szerkezeti felépítése első pillantásra nem túlságosan szigorú, ahogy érdekes módon, az életrajzi események sem követik egymást idő szerinti sorrendben. Ezért a mű sokkal inkább meditatív hangvételű (önéletrajz helyett életrajz), filozófiai esszék gyűjteményére hasonlít.   
Elsősorban Immanuel Kant, Johann Gottlieb Fichte, és Friedrich Wilhelm Joseph von Schelling német filozófusok filozófiájával foglalkozik. Coleridge kitűnően beszélt németül és ő volt az első angol irodalmi alak, aki német filozófusok műveit fordította le angol nyelvre (főleg Schellingtől).  

## Fogadtatása
Kezdetben kemény kritika fogadta a művet, miszerint az Coleridge ópiumfüggőségének egyértelmű megnyilatkozása volt. A korabeli kritika nem nagyon tudott mit kezdeni az "Irodalmi életrajz" szokatlanságával. A 20. század irodalom kritikusai azonban már egyet értenek abban, hogy a Biographia Colridge egyik legjelentősebb prózai műve.
A mű továbbá híres a William Shakespeare-ről és William Wordsworth-ről szóló portréjáról. A tizenharmadik fejezetben írja le a "képzelőerő" és a "fantázia" (fancy and imagination) közti lényegi különbséget.